# رهيطة
رَهِيطَة أو دُمْبَرَا (هندية) أو روهو (هندية) (الاسم العلمي Labeo rohita)، نوع من اللبيس سمكة نهرية بيوض تنتمي إلى فصيلة الشبوطيات. أعطانها أكثر أنهر الهند أخصها أنهار السند ويورما. جسمها كبير القد يطول من 60 إلى 100 سم. رأسها معتدل الجرم، مقطوم الخطم. فكها الأعلى يتقدم الأسفل. عيناها كبيرتان، مستديرتان، ناشزتان. زعنفتها الظهرية واحدة شراعية الشكل. الصدرية سفلية الارتكاز. الذيلية فارقة. ثوبها إلى الخضار الأسمر تشتد سمرته مع الأقتراب من ثبج الظهر وتخف عند البطن. لحمها متوسط الصنف، مأكول.